# 張榮吉
張榮吉（1980年—）台灣導演，出生於台北市，復興美工、崑山科技大學視訊系、國立臺灣藝術大學應用媒體藝術研究所畢業。影像創作跨足廣告、電影、影集，風格多元且充滿動能。研究所開始從事紀錄片拍攝，他擅長從生活切片中取材，在人之常情裡勾索新意，細膩展現角色情感並保有獨特的人文視角。

大學期間開始參與多部短片及紀錄片，2001年拍攝第一部紀錄短片《碼頭》，2006年與楊力州導演共同執導《奇蹟的夏天》，獲得金馬獎最佳紀錄片，並入圍釜山影展超廣角系列單元、東京海洋影展等之後，張榮吉帶著敏銳觀察力與豐沛感受力，2008年執導第一部電影短片《天黑》入圍金馬獎創作短片，並獲得台北電影節最佳創作短片。
2012年執導的首部劇情長片《逆光飛翔》由王家衛導演親任出品人，代表台灣參加奧斯卡最佳外語片競賽，使其獲得第49屆金馬獎最佳新導演。2013年參與台北市影委會和坎城影展導演雙周單元推動的「台北工廠」短片計劃，執導《老張的新地址》。2014年挑戰類型的作品劇情長片《共犯》入圍多倫多、釜山，東京等影展同時入選台北電影節國際新導演競賽及台北電影獎，也為2014年台北電影節開幕片。2016年改編日本推理大師島田莊司小說，完成電影《夏天，19歲的肖像》。2018年從高中籃球聯賽取材，拍攝電影《下半場》獲台北電影獎最佳導演，入圍最佳劇情長片等14項，更獲金馬獎最佳新演員獎，並入圍金馬最佳攝影、動作、音效等6項。

## 劇情作品
- 2007年：《合同殺人》 新聞局劇情短片輔導金
- 2008年：短片《天黑》導演，第10屆台北電影節最佳創作短片
- 2012年：長片《逆光飛翔》獲得金馬獎國際影評人費比西獎，並代表台灣角逐2012年奧斯卡最佳外語片獎
- 2013年:    短片《老張的新地址》導演, 坎城影展導演雙週特別單元、台北電影節短片競賽
- 2014年：長片《共犯》導演
- 2016年：長片《夏天19歲的肖像》導演，黃子韜主演，改編自島田莊司同名小說
- 2018年：長片《下半場》導演、編劇
- 2019年：網劇《扣殺》導演
- 2023年：影集《模仿犯》導演
- 2024年：網劇《風中的火焰》導演
- 2025年：長片《莫莉的冒險》導演

## 紀錄片作品
- 2001年：《青春歲月》國立成功大學七十週年紀實影片
- 2004年：《感謝的容顏》台北縣政府建設紀實影片、《顯影》行政院新聞局輔導金紀實影片、《台北城市行動》台北市文化局藝術活動紀實影片
- 2005年：《馬祖容顏》連江縣政府馬祖紀錄片、《台北城市風景》台北市文化局藝術活動紀實影片
- 2006年：NIKE 美崙國中足球隊紀錄短片、《奇蹟的夏天》 第43屆金馬獎紀錄長片、《長流》公共電視總統文化獎專題台灣環保聯盟紀錄片

## 廣告作品
- 2009年：終止童妓公益廣告、安藤忠雄與「捷年GENE 21+」建築設計[6]
- 2017年：《老兵的約定》，中國南方航空公司形象廣告，改編自真人真事。[7]
- 2020年：《有你真好》麥當勞歡樂送
- 2021年：《人生地震》東和鋼鐵品牌影片

## MV作品
- 2012年：S.H.E《心還是熱的 （页面存档备份，存于）》導演
- 2020年：林俊傑《倖存者 （页面存档备份，存于）》
- 2023年：麋先生 《一種說法 （页面存档备份，存于）》

## 其他
- 2004年：台北電影節片頭製作
- 2005年：《心靈之歌》新聞局輔導金劇情長片、2005海洋音樂影展片頭製作
- 2006年：《音樂路向前走》紐約第18屆奎士達影視展金獎
- 2008年：公共電視人生劇展《遺落的玻璃珠》、
- 2013年：客家電視電影院《南風。六堆》系列左堆佳冬-喀噠大作戰